# Nueva Ola Murciana
Se conoce como NOM o Nueva Ola Murciana a una importante escena musical independiente surgida en Murcia a finales de los años 1990. La NOM estuvo integrada por jóvenes grupos de pop que comenzaron a aparecer repentinamente por toda la Región. A partir de 1996, toda una generación de grupos empezaron a cobrar relevancia gracias al apoyo de los medios de comunicación regionales (en el programa  Música de Contrabando de Onda Regional de Murcia, en el diario La Opinión y en La Verdad, al principio a través de su suplemento Evasión! y más tarde desde el portal de internet Murcia Rock). Fueron también los medios quienes crearon esta denominación como años antes habían acuñado los términos Xixón Sound o Donosti Sound para referirse a tales escenas.
Algunos grupos o artistas característicos de la Nueva Ola Murciana son Octubre, Parade, The Runarounds, Art School o The Yellow Melodies.
Tal vez los únicos denominadores comunes de todos estos grupos sean el género musical (pop y rock independiente) y su ámbito geográfico, pues en cuanto a lo musical cada grupo tenía su propio estilo y no se puede hablar de un sonido característico de la región. También han contribuido a la escena festivales como el Lemon Pop.
- Datos: Q5644836